# Глава Республики Адыгея
Глава Респу́блики Адыгея (адыг. Адыгэ Республикэм и ЛIышъхьэ) — высшее должностное лицо Республики Адыгея.

## История
Должность Президента Республики Адыгея (до 24 марта 1992 года — ССР Адыгея) была введена в соответствии с Декларацией о государственном суверенитете ССР Адыгея от 28 июня 1991 года. В декабре 1991 — январе 1992 года (в два тура) в Адыгее прошли выборы первого Президента республики. Им стал А. А. Джаримов. 19 октября 1994 года членами Конституционной комиссии был подготовлен проект новой Конституции — основного Закона Республики и вынесен на рассмотрение Хасэ Республики Адыгея. После конструктивного обсуждения сессия Законодательного собрания приняла проект и вынесла его на всенародное обсуждение жителей Адыгеи. 6 марта 1995 года, после 4,5 месячного всенародного обсуждения и двукратного рассмотрения в Парламенте и последующей тщательной доработки, проект Конституции был вынесен на окончательное рассмотрение и принятие Законодательным собранием (Хасэ) — Парламентом Республики Адыгея, присутствующим в полном составе. В результате трёхдневного скрупулёзного постатейного обсуждения 10 марта 1995 года Конституция Республики Адыгея была принята единогласно. В ней был закреплён статус и полномочия Президента Адыгеи.
28 декабря 2010 года принят Федеральный Закон, которым устанавливается, что наименование высшего должностного лица субъекта Российской Федерации (руководителя высшего исполнительного органа государственной власти субъекта) не может содержать слов и словосочетаний, составляющих наименование должности глав государства — президента РФ. Данный закон устанавливает до 1 января 2015 года переходный период, в течение которого конституции и уставы субъектов РФ должны быть приведены с ним в соответствие.
20 апреля 2011 года на II заседании Государственного Совета-Хасэ Адыгеи депутаты одобрили внесение изменений в конституцию республики о замене наименования «Президент Республики Адыгея» на «Глава Республики Адыгея».
23 марта 2016 года депутаты Государственного совета-Хасэ Республики отменили прямые всенародные выборы главы Адыгеи. За принятие закона проголосовало 50 депутатов, четверо были против. Теперь партии будут предлагать свои кандидатуры на рассмотрение президента России, который будет определять троих кандидатов, из числа которых депутаты местного парламента выберут нового главу путём тайного голосования.

## Список президентов и глав Республики Адыгея
- Джаримов, Аслан Алиевич — 17 января 1992 — 8 февраля 2002
- Совмен, Хазрет Меджидович — 8 февраля 2002 — 13 января 2007
- Тхакушинов, Аслан Китович — 13 января 2007 — 12 января 2017
- Кумпилов, Мурат Каральбиевич — с 12 января 2017